# حاشیه باریک
حاشیه باریک (به انگلیسی: Narrow Margin) یک فیلم سینمایی آمریکایی محصول سال ۱۹۹۰ در ژانر فیلم جنایی به کارگردانی پیتر هایمز با بازی جین هکمن و آن آرچر است.

## داستان
زنی شاهد کشته شدن مردی می‌شود که با او قرار ملاقاتی داشت. او بدون مطلع ساختن پلیس مخفی می‌شود. وقتی پلیس موفق به پیدا کردن او می‌شود، تمایلی برای شهادت دادن ندارد اما مافیا در تعقیب اوست و…

## بازیگران
- جین هکمن … رابرت کالفیلد
- آن آرچر … کارول
- جیمز سیکینگ … نلسون
- جی تی والش … مایکل تارلو
- ام امت والش … بنت
- سوزان هوگان … ولر
- نایجل بنت … جک ووتن
- جی پرستون … مارتین لارنر[۲]
- هریس یولین … لئو واتس[۳]